# 이주원 (성우)
이주원(1969년 1월 16일 ~)은 대한민국의 성우이다. 1994년 KBS에 입사했으며, 현재는 KBS 24기이다. 한국방송 성우극회 소속.

## 주요 출연작품

### 애니메이션
- 동글동글 해롱이 (SBS)
- 디지몬 어드벤처 (KBS)
- 사무라이 디퍼 쿄우 (XTM) - 사이조
- 아기와 나 (재능TV) - 김성일, 담임 선생님, 장수 아빠, 김준석, 원장선생님 형, 프랑스와즈, 석이 아빠

### 애니메이션 영화
- 아치와 씨팍
- 마녀 배달부 키키 - 경찰
- 이웃집 토토로

### 영화
- 페이싱 (SBS)
- 식스 데이 세븐 나잇 (KBS) - 구조대 1(벤 브로드) / 해적 1
- 아내는 스모왕 (SBS)
- 동거남녀 (KBS) - 변호사
- 인비저블 서커스 (KBS) - TV 남자
- 레지던트 이블 (KBS) - 해설(제이슨 아이작스)
- 버추얼 웨폰 (KBS) - 경영진(원부화) / 경비원
- 슬립워커 (KBS)
- 일곱가지 유혹 (SBS)
- 사막의 보석 (KBS) - 디드릭 / 남자
- 맨 인 블랙 (KBS) - 안치소 직원(데이비드 크로스) / 경찰
- 심플 플랜 (KBS) - FBI 요원
- 102마리 달마시안 (KBS)
- 페어 게임 (SBS)
- 유브 갓 메일 (SBS)
- 사강의 요새 (KBS) - 벨라이드
- 미이라 (KBS) - 도적(칼 체이스) / 간수(라스모하메드 아프)
- 이프 온리 (KBS) - 마이크 (스튜어트 라이트) / 젬
- 워터월드 (SBS)
- 미스 다이아몬드 (SBS)
- 쟈니 핸섬 (SBS)
- 초연 (KBS) - 경찰
- 13일의 금요일6 (KBS)
- 마니 (KBS) - 낯선 남자
- 결전 (KBS) - 황제(담요문)
- 성룡의 홍번구 (KBS)
- 디 아이2 (SBS)
- 더티 댄싱 (SBS) - 라비(맥스 캔터)
- 영웅본색 (SBS) - 조직원
- 베스트 키드 (KBS) - 오코너 (브라이언 스미어)
- 언더시즈 (SBS) - 빌리의 부하(장좌강)
- 신투차세대 (KBS) - 요원1
- 도학위룡 3 (SBS) - 도박꾼(정동)
- 넉 오프 (KBS)
- 도망자 2 (SBS)
- 화소도 (SBS)

### 외화
- 닥터 후 (KBS) - 영국 병사(마틴 호지슨)

### 뉴스
- 아시아나 기내물뉴스 (CNN)